# Werner Krynitz
Werner Krynitz (* 9. März 1904 in Sankt Avold, Lothringen; † 17. Dezember 1984 in Wernigerode) war ein deutscher Rezitator.

## Leben
Werner Krynitz wurde im damals zum Deutschen Reich gehörenden Lothringen als Sohn eines Tierarztes geboren. Nach dem Abitur in Köthen nahm er 1923 in Halle ein Germanistikstudium auf, dann studierte er Jura in Leipzig, Tübingen und Göttingen und legte das Große Juristische Staatsexamen ab. Parallel dazu nahm er Schauspielunterricht bei Oskar Mehring in Dessau und Unterricht in Sprechkunst bei Richard Wittsack in Halle. 1933 legte er die Bühnenreifeprüfung in Berlin ab und gab dann zahlreiche Vortragsabende in vielen deutschen Städten.
1936 heiratete er die Sängerin Marianne Harms, mit der er zwei Kinder hatte. 1942 zog die Familie von Hannover nach Wernigerode um. 1945 erfolgte ein beruflicher Neubeginn als freiberuflicher Rezitator. Er gestaltete rund 2500 Vortragsabende mit etwa 40 unterschiedlichen Programmen, die zum Teil auf Schallplatten aufgenommen wurden. Von 1956 bis 1973 war er als Sprechmeister (Sprecherzieher) am Theater in Leipzig tätig. Seine Liebe zur bildenden Kunst machte ihn zu einem leidenschaftlichen Sammler von Malerei und Grafik. Als Rezitator und Hörbuch-Sprecher nahm Krynitz Schallplatten mit Gedichten von Johann Wolfgang Goethe und Texten von Heinrich von Kleist auf.